# Halámky
Halámky är en ort i Tjeckien.   Den ligger i regionen Södra Böhmen, i den södra delen av landet, 140 km söder om huvudstaden Prag. Halámky ligger 462 meter över havet och antalet invånare är 154.
Terrängen runt Halámky är huvudsakligen platt. Halámky ligger nere i en dal. Runt Halámky är det glesbefolkat, med 20 invånare per kvadratkilometer. Närmaste större samhälle är Třeboň, 19,8 km nordväst om Halámky. Omgivningarna runt Halámky är en mosaik av jordbruksmark och naturlig växtlighet.